# 현기호
현기호(1960년 5월 12일 ~ )는 대한민국의 전직 축구 선수이다. 현역 시절 포지션은 미드필더였다.

## 선수 경력
1983년 K리그가 창설되었을 때부터 대우 로얄즈 소속으로 활동했다. 1983년 9월 7일 할렐루야 축구단과의 경기에서 K리그 데뷔골을 기록했다.